# 原嘉義農林學校校長官舍
原嘉義農林學校校長官舍，位於臺灣嘉義市東區，是供日治時期嘉義農林學校（今國立嘉義大學）校長所居住的官舍，於2007年4月30日公告為市定古蹟，現作為校友會館使用。

## 沿革
臺灣總督府於大正8年（1919年）成立臺灣公立嘉義農林學校，後在1921年隨著行政區劃而改為臺南州立嘉義農林學校，其中校長官舍主要於昭和5年（1930年）間建造。
第二次世界大戰後，校長官舍至西元1947年（民國36年）間為閒置狀態，後在余傳韜校長職任時將之改為單身教職員使用的宿舍，後待1983年7月教師單身宿舍落成後，教職員則遷往新宿舍。2000年間楊國賜校長亦有入住，然入住一小段時間後即搬離，後台灣嘉農校友會於2003年底遷入，至今仍作為校友會館使用。
近年，當國立嘉義技術學院與嘉義師範學院合併而成之嘉義大學後，曾基於校務發展而規劃興建多功能教學服務大樓，提出將校長官舍「易地保存」的構想，然而因未獲文建會補助，且教育部已核准申請改建大樓後，導致校長官舍面臨即將拆除的下場，後在嘉義市文化局與相關單位進行現場會勘後，於2007年第一屆第2次定期會會議決議指定為嘉義市市定古蹟。

## 建築設計
校長官舍外型風格為和洋折衷建築，其官舍依其頒佈之「臺灣總督府官舍建築標準」規定標準性質屬第三種高等官舍，校長官舍範圍為45坪，附屬建物包含倉庫，為一坐北朝南向。官舍本體前後設有庭院，右前方立有一甲子園棒球雕像，大門入口位於西側，建築主入口於北向，其中外部之地坪、犬走、排水明溝為混凝土澆置，其建築前棟牆基為磚造，後半棟建築牆基為混凝土造，並設有通風孔，外部屋頂式樣為「寄棟屋根」，並作水泥瓦葺。窗採出窗式樣，並有直條木格柵，上方設置雨庇與氣窗。
校長官舍的平面配置則為「書院造」為主，創建時可能之空間包括「踏込」、「玄關」、「應接室」、「座敷」等等基本空間。目前已不存雖榻榻米或床之間等空間特徵。

## 外部連結
- 原嘉義農林學校校長官舍——文化部文化資產局 （页面存档备份，存于）
- 原嘉義農林學校校長官舍——文化部iCulture （页面存档备份，存于）